# Emil Krüger (Agrarwissenschaftler)
Emil Krüger (* 2. Februar 1855 in Verchen, Kreis Demmin; † 27. Dezember 1925 in Hannover) war ein deutscher Bauingenieur, Kulturtechniker, Baubeamter und seit 1913 Hochschullehrer an der Landwirtschaftlichen Hochschule Berlin. Basierend auf den Erkenntnissen über den Wasserbedarf landwirtschaftlicher Nutzpflanzen erarbeitete er die technischen Grundlagen für eine moderne Feldberegnung und prüfte deren ökonomische Rentabilität.

## Leben und Wirken
Emil Krüger, Sohn eines Landwirts, besuchte die Gymnasien in Anklam und Neubrandenburg und studierte nach dem Abitur Bauingenieurwesen an der Technischen Hochschule Dresden und an der Berliner Bauakademie. Nach dem Studium trat er in den Staatsdienst ein und wurde 1885 zum Regierungsbaumeister (Assessor) ernannt. Nach verschiedenen Tätigkeiten bei Wasserbauinspektionen und im Meliorationsbauamt in Lüneburg ging er 1906 nach Bromberg als Vorsteher des dortigen Meliorationsbauamtes. An dieser Forschungsstation beschäftigte er sich überwiegend mit Fragen der Feldberegnung und prüfte verschiedene Bewässerungsverfahren auf ihre Eignung in der landwirtschaftlichen Praxis.
1890, im Alter von 34 Jahren, heiratete er Helene Uhlenhuth (* 26. März 1868 - † 4. November 1917), eine Schwester von Paul Uhlenhuth. Ihre Tochter Hedwig wurde im Jahr 1891 geboren (und heiratete im Jahr 1924 Hans Bavendamm), ihr Sohn Paul im Jahr 1894 (er war der Vater von Arne Krüger). Der Reichsgerichtsrat Gustav Friedrich August Wienstein (1828–1891) war Emil Krügers Onkel. 
Vom 11. August bis zum 4. November 1904 unternahm Krüger eine Reise durch die USA aus Anlass der Weltausstellung in St. Louis. Über die Ergebnisse dieser Reise verfasste er das im September 1906 erschienene Buch „Beiträge zur Kenntnis der Wasserwirtschaft in den Vereinigten Staaten von Amerika. Bericht über eine Studienreise durch die Vereinigten Staaten von Amerika im Sommer 1904“.
1913 folgte Krüger einem Ruf als ordentlicher Professor an das neugegründete Institut für Kulturtechnik und Meliorationswesen der Landwirtschaftlichen Hochschule Berlin. Bis zu seiner Emeritierung im Jahre 1923 setzte er hier seine Versuche zur Feldberegnung fort und schuf die technischen Grundlagen für die Konstruktion von Beregnungsanlagen. Außerdem arbeitete er über aktuelle Probleme der Abwasserverwertung und über die Ent- und Bewässerung von Moorflächen.
Rund sechs Jahre nachdem seine erste Ehefrau Helene Uhlenhuth am 4. November 1917 verstorben war, heiratete Emil Krüger 1923 deren jüngere Schwester Emmi Uhlenhuth (1890–1939), also seine vormalige Schwägerin.
Mit seiner Berufung an die Landwirtschaftliche Hochschule Berlin übernahm Krüger umfangreiche Lehraufgaben in den Fachrichtungen Landwirtschaft, Geodäsie und Kulturtechnik. Sein aus Vorlesungen entstandenes, 1921 erschienenes Lehrbuch Kulturtechnischer Wasserbau spiegelt den damaligen Wissensstand der Meliorationstechnik wider. Zahlreiche seiner Forschungsergebnisse veröffentlichte Krüger in der Zeitschrift Der Kulturtechniker, dem Zentralblatt der Deutschen Kulturtechnischen Gesellschaft. Von seinen eigenständigen Publikationen ist besonders die Schrift Die Feldberegnung (1919) hervorzuheben. Von 1916 bis 1918 war Krüger Rektor der Landwirtschaftlichen Hochschule Berlin. Krüger wurde oft als „Vater der Feldberegnung“ bezeichnet. Die Philosophische Fakultät der Universität Breslau verlieh ihm 1923 die Ehrendoktorwürde.
Emil Krügers Grab befindet sich auf dem Südwestkirchhof Stahnsdorf.

## Schriften (Auswahl)
- Beiträge zur Kenntnis der Wasserwirtschaft in den Vereinigten Staaten von Amerika. DLG-Verlag, Berlin 1906. (= Arbeiten der DLG, Heft 119.)
- Ueber Ackerbewässerung mit reinem Wasser und Ackerberieselung mit verdünnten Fäkalien. Reichenbach, Leipzig 1914, https://d-nb.info/574496440.
- Grundlagen und Aufgaben des kulturtechnischen Wasserbaues. (Rede zur Feier des Geburtstages Seiner Majestät des Kaisers, gehalten zu Berlin 1918) Parey, Berlin 1918, https://d-nb.info/361111800.
- Die Feldberegnung. Parey, Berlin 1919. (= Landwirtschaftliche Hefte, Nr. 37/38), https://d-nb.info/580469751.
- Kulturtechnischer Wasserbau. Julius Springer, Berlin 1921. (= Handbibliothek für Bauingenieure), https://d-nb.info/366475460.